# فربيون عظيم
فربيون عظيم (الاسم العلمي: Euphorbia ingens) هو نوع نباتي يتبع جنس الفربيون من الفصيلة اللبنية.